# Liste der Naturdenkmale in Dickendorf
Die Liste der Naturdenkmale in Dickendorf nennt die im Gemeindegebiet von Dickendorf ausgewiesenen Naturdenkmale (Stand 15. Februar 2024).

## Naturdenkmale
| Nr.         | Bezeichnung         | Lage                       | Beschreibung                                     | Bild                                    |
| ----------- | ------------------- | -------------------------- | ------------------------------------------------ | --------------------------------------- |
| ND-7132-440 | Linde in Dickendorf | Talstraße, bei Nr. 11 Lage | Tilia cordata, um 1900 gekeimt, Umfang ca. 3,5 m | Direkt Bild zu diesem Denkmal hochladen |

## Ehemalige Naturdenkmale
| Nr.         | Bezeichnung               | Lage                                               | Beschreibung                                               | Bild                                    |
| ----------- | ------------------------- | -------------------------------------------------- | ---------------------------------------------------------- | --------------------------------------- |
| ND-7132-384 | Dickendorfer Glockenbuche | nordwestlich des Ortes; Distrikt In der Hardt Lage | Fagus sylvatica; Rechtsverordnung aufgehoben, 2013 gefällt | Direkt Bild zu diesem Denkmal hochladen |